# Werner von Langsdorff
Werner Schultze von Langsdorff (født 27. maj 1899 Forbach, Moselle, død 3. juli 1940 over Nordsøen), bedre kendt under pseudonymet Thor Goote, var en tysk maskiningeniør, luftfartspioner og nationalsocialistisk forfatter, som deltog i begge verdenskrige.

## Liv og karriere
Langsdorff var ud af en tysk officersfamilie og meldte sig i 1917 frivilligt til krigstjeneste for at undgå bortvisning fra gymnasiet, efter nogen uoverensstemmelser.
Ved vestfronten tjente han som fanejunker ved en ammunitions-kolonne til artilleriet og blev såret.
Efterfølgende kom han som løjtnant til en flyvertrup og dekoreredes med Jernkorset, men nåede først efter krigens afslutning at få pilot-uddannelsen.
Efter afsluttet studentereksamen begyndte Langsdorff i 1919 at studere til maskiningeniør ved Technische Hochschule Darmstadt og specialiserede sig indenfor flyveteknik ved i 1923 at fuldføre diplomuddannelsen med opgaven 'Teknisk-videnskabelige betragtninger om kommerciel flytrafik'.
Dr.-Ing. Langsdorff udgav 1923 sin første bog om svæveflyvning og var året efter medstifter af svæveflyverklubben Akaflieg i Darmstadt.
Langsdorff giftede sig i 1922 med Dagmar Berg (1895-), datter af ingeniør Johann M. Berg fra Wenden/Livland, og hun var hans ligesindede i frikorpsene og som medlem af SA og NSDAP, hvor han blev Reichsredner og Alter Kämpfer.
Efter studier om Volkswirtschaft i Frankfurt am Main ernærede han sig som rådgivende ingeniør og testpilot.
I 1926 begyndte han at afholde forelæsninger i Riga om flyteknik, men pådrog sig ved et flystyrt i 1928 varige svære skader.
Ingeniør Langsdorff udgav adskillige årbøger og håndbøger om luftfart, foruden andre fagbøger om emnet, og fik derved stor indflydelse på udviklingen af tyske fly, men først 1936 blev han med særlig tilladelse igen testpilot, samme år som han opnåede habilitation som professor indenfor flyteknik og luftfartsvæsen på T.H. Karlsruhe.
I 1939 indkaldtes Langsdorff som flyver ved en jagereskadrille og kom dernæst til en forskningsafdeling under Reichsluftfahrtministerium, men overflyttedes i 1940 efter eget ønske til en kampeskadrille.
Som pilot i en opklaringsenhed døde han 3. juli 1940 ud for Skotlands kyst, da hans fly styrtede i Nordsøen.

## Forfatterskab
Langsdorff blev en af det Tredje Rige mest læste forfattere.
Fra 1930 udgav han under pseudonymet Thor Goote fortællinger og romaner, hvoraf mest kendt er hans autobiografisk prægede romantrilogi Wir fahren den Tod, Wir tragen das Leben og Die Fahne hoch!, som er en forherligelse af frontgejsten fra 1. verdenskrig og hvori beskrives en ung krigsfrivilligs vej fra skyttegravs-sammenhold til frikorpskamp og aktivt engagement i NSDAP.
Sidstnævnte bog er også originaltitlen til nationalsocialisternes Horst-Wessel-Lied og har tætte bånd til Hitlers Machtergreifung.
Bøgerne har et ukompliceret sprogbrug, men er stærkt præget af antisemitisme, hvorfor de efter 2. verdenskrig kom på Liste der auszusondernden Literatur og dermed forbudt i DDR.
I Vesttyskland blev genoptryk af hans bøger også forbudt.
Langsdorff/Goote skrev flere meget personlige historiske værker ud fra talrige interviews med overlevende officerer og officers-enker fra 1. verdenskrig, hvoraf bør fremhæves Peter Strasser. Der F.d.L., Führer der Luftschiffe, som beskriver den Kaiserliche Marines luftskibsflådes øverste chef og livet i hans hovedkvarter før og under krigen.

### Under navn Dr. ing. W. von Langsdorff
- Das Segelflugzeug (1923/1931).
- Das Leichtflugzeug für Sport und Reise (1924).
- LZ 127 Graf Zeppelin (1928).
- LZ 129 Hindenburg (1936)
- Deutsche Flagge über Sand und Palmen. 53 Kolonialkrieger erzählen (1936).
- U-Boote am Feind - 45 deutsche U-Boot-Fahrer erzählen (1937/2013).  Arkiveret 4. marts 2016 hos  Wayback Machine ISBN 978-3-8457-0097-7
- Kaperkrieg im Atlantik. Taten deutscher Hilfskreuzer und Hilfsschiffe (1938).
- Flieger am Feind (1942).

### Under pseudonym Thor Goote
- Wir fahren den Tod (1930).
- Sie werden auferstehen! (1931).
- Wir tragen das Leben (1932).
- Die Fahne hoch! (1933).
- Kam'raden, die Rotfront und Reaktion erschossen... (1934)
- In Trichtern und Wolken - Adolf von Tutscheks krigsoptegnelser (1934).
- Kamerad Berthold, der unvergleichliche Franke (1935).
- Peter Strasser. Der F.d.L., Führer der Luftschiffe (1938).
- ... rangehn ist Alles! (1938).
- Fahnenjunker Lingen flieht (1942).
- Glühender Tag (1943).

## Eksterne links
- Litteratur af og om Werner von Langsdorff i det tyske nationalbiblioteks katalog
- Langsdorff, Werner v. - Neue Deutsche Biographie (1982).
- Thor Goote (1899-1940) - Lexikon National-Sozialistischer Dichter (1993). ISBN 978-3-88479-511-8
- Langsdorff, Werner von - Deutsche Biographische Enzyklopädie (2006). ISBN 978-3-11-094027-5
- http://de.metapedia.org/wiki/Langsdorff,_Werner_von